# Tales Ordakji
Tales Ordakji (Santos, 8 de junho de 1997) é um ator brasileiro. Formado em Artes Cênicas pela EAC "Wilson Geraldo" e pelo SENAC Santos . Iniciou sua carreira no teatro estudantil em 2006 na cidade de Santos, litoral de São Paulo, adentrando posteriormente ao grupo teatral mais antigo em atividade da Baixada Santista, o Teatro Experimental de Pesquisas (TEP). Em 2018, o ator fez sua estreia nos cinemas no drama Sócrates como Maicon.

## Filmografia

### Cinema
| Ano  | Titulo                           | Papel   | Diretor       |
| ---- | -------------------------------- | ------- | ------------- |
| 2018 | Sócrates                         | Maicon  | Alex Moratto  |
| 2024 | O Clube das Mulheres de Negócios | Jadeson | Anna Muylaert |

### Televisão
| Ano           | Título        | Papel    | Notas        |
| ------------- | ------------- | -------- | ------------ |
| 2020-presente | Rotas do Ódio | Leonardo | 4ª temporada |

## Teatro
| Ano  | Título                                      |
| ---- | ------------------------------------------- |
| 2015 | Balada de um Palhaço                        |
| 2015 | A Condessa, a Cigana, e o Amolador de Facas |
| 2016 | O sonho de Alice                            |
| 2016 | Trilogia Lorca: Sangue, desejo e loucura    |
| 2016 | O Balcão                                    |
| 2017 | O homem que suava pérolas                   |
| 2017 | As quatro Esposas                           |
| 2017 | Romeu e Julieta                             |
| 2018 | As cirandas de Maria                        |
| 2019 | III Cenas do Baixo                          |
| 2020 | As Borboletas                               |

## Prêmios e Indicações
| Ano  | Prêmios            | Categoria                                         | Trabalho | Resultado | Ref   |
| ---- | ------------------ | ------------------------------------------------- | -------- | --------- | ----- |
| 2020 | CinEuphoria Awards | Someone to Watch                                  | Sócrates | Venceu    | [ 8 ] |
| 2020 | CinEuphoria Awards | Best Supporting Actor - International Competition | Sócrates | Indicado  | [ 8 ] |

1. ↑  «Tales Ordakji - Papo de Cinema». Consultado em 25 de abril de 2020
2. ↑  «Ator formado por escola de teatro da Prefeitura se destaca no mundo artístico - Prefeitura de Santos». Consultado em 25 de abril de 2020
3. ↑  «'Socrates': destaque no Brasil e no exterior, longa chega ao Festival do Rio - Almanaque da Cultura». Consultado em 25 de abril de 2020
4. ↑  «Teatro experimental celebra 50 anos com exposição itinerante em Santos - Prefeitura de Santos». Consultado em 25 de abril de 2020
5. ↑  «Tales Ordakji estreia no longa-metragem 'Sócrates', e chama atenção da crítica americana». Consultado em 25 de abril de 2020
6. ↑  «"O Clube Das Mulheres de Negócios", de Anna Muylaert, vence Júri Especial no Festival de Gramado». revistaogrito.com. Consultado em 20 de agosto de 2024
7. ↑  «Tales Ordakji estreia na TV com a 4ª temporada de Rotas do Ódio - ArteCult». Consultado em 25 de abril de 2020
8. ↑  «Atores brasileiros são premiados no Cineuphoria Awards». Tribuna de Petrópolis. Consultado em 25 de Abril de 2020